# Vasco Cordeiro
Vasco Ilídio Alves Cordeiro (Ponta Delgada, Covoada, 28 de marzo de 1973) es un político portugués del Partido Socialista. Fue el presidente del gobierno autónomo de las Azores desde 2012 hasta 2020.

## Vida
Nació en la isla de San Miguel, en la freguesia de Covoada, en Ponta Delgada. Estudió en la Escuela Secundaria Antero de Quental y posteriormente se licenció en Derecho por la Universidad de Coímbra en 1995. Después de licenciarse volvió a las islas, ejerciendo la abogacía entre 1995 y 2003, al mismo tiempo que comenzó a interesarse por la política, ingresando en las Juventudes Socialistas. En 1996 se convirtió en diputado de la asamblea regional, y más tarde asumió el papel de líder del grupo parlamentario PS/Azores entre 2000 y 2003. En 2011 fue elegido por su partido como candidato a las elecciones regionales que se celebraron en octubre del año siguiente, resultando vencedor y convirtiéndose en presidente de la región por cuatro años, hasta 2016. En 2016 fue reelecto.